# Maxillaria vernicosa
Maxillaria vernicosa, the Varnished Maxillaria, là một loài lan được tìm thấy ở đông nam và miền nam Brasil.